# Розалия Бикс
Розалия Александрова Бикс е известна българска изкуствоведка и музиколог, професор в Института за изследване на изкуствата при Българската академия на науките.

## Биография
Родена е на 3 септември 1933 г. Чичо и е геофизикът Георги Несторов, леля и е педагожката и съратничка на Петър Дънов Весела Несторова, а братовчедка и е пианистката и педагожка Теодора Несторова. Завършва „Театрознание“ във ВИТИЗ „Кръстьо Сарафов“ и теоретичния отдел в Държавната музикална академия „Панчо Владигеров“. През 1959 година постъпва на работа в Института за изкуствознание при БАН. Защитава докторска дисертация през 1977 г. с дисертация на тема „Български оперен театър до 1942 година“. През 1989 г. защитава научната степен „доктор на науките“ с голяма докторска дисертация на тема „Български оперен театър извън столицата“.
Розалия Бикс е автор на голям брой разработки, няколко енциклопедични издания включително Енциклопедия на българската музикална култура и енциклопедията „Български музикален театър“, 150 студии и над 1500 статии, рецензии, отзиви, интервюта, репортажи и очерци в Българската национална телевизия, Българското национално радио и пресата, свързани с музикалния живот и най-вече с българския оперен театър. Автор е и на книгата „На опера в стара София“.
До 1995 година е член на Управителния съвет на БАН, на Управителния съвет на фондация „Борис Христов“, на Управителния съвет на Международния конкурс за млади оперни певци и др. Създател и ръководител на секция „Музикален театър“ в Института за изкуствознание при БАН (от 1995 година). Член на редколегията на списание „Българско музикознание“.
Умира на 6 ноември 2013 г. след тежко заболяване.